# Fusillade du 8 octobre 2023 à Alexandrie
La fusillade du 8 octobre 2023 à Alexandrie est une fusillade de masse perpétrée par un policier égyptien sur un groupe de touristes israéliens et un guide touristique égyptien. Trois personnes sont tuées.  

## Présentation
Le 8 octobre 2023, Mohamed Abdel Meguid, un policier égyptien, tire avec son arme de service sur un groupe de touristes israéliens, alors au pied de la colonne de Pompée, à Alexandrie, en Égypte. Deux touristes israéliens sont tués sur le coup tandis qu'un troisième touriste israélien et un guide touristique égyptien, blessés lors de la fusillade, sont transportés à l'hôpital,,. Le guide touristique égyptien, Sayed Kamel Al-Khawalqa, succombe à ses blessures à l'hôpital,.    
Le policier impliqué, Mohamed Abdel Meguid, est immédiatement appréhendé et placé en garde à vue,, plusieurs avocats se portant volontaires pour assurer sa défense en cas d'inculpation.  
La scène de crime est filmée quelques minutes après les faits et l'attitude relativement indifférente des policiers égyptiens sur la vidéo engendre un certain nombre de critiques à leur égard,.  
Le fait que la fusillade ait lieu au lendemain de l'opération Déluge d'al-Aqsa et qu'un incident similaire se soit produit plus tôt dans l'année suscite des interrogations quant à un éventuel mobile politique antisioniste, pour l'heure exclu par les autorités égyptiennes. Selon des témoins oculaires, Mohamed Abdel Meguid se serait disputé avec les touristes israéliens, leur demandant de ne pas brandir leur drapeau alors qu'ils prenaient des photos sur le site archéologique. Face à la persistance de ces derniers, vécue comme une provocation, il aurait perdu son sang froid,.    